# Scott Irwin
Scott K. Irwin (Duluth (Minnesota), 14 mei 1952 - aldaar, 5 september 1987) was een Amerikaans professioneel worstelaar. Hij was vooral bekend om samen met zijn broer, Barney "Bill" Irwin, te worstelen als een tag team.
Irwin overleed op 5 september 1987 aan een hersentumor. Hij was 35 jaar oud.

## In worstelen
- Finishers
  - Superplex

- Managers
  - Skandor Akbar
  - Oliver Humperdink

- Bijnaam
  - Scott "Hog" Irwin

## Prestaties
- Cauliflower Alley Club
  - Posthumous Award (2007) met Betty Joe Hawkins

- Championship Wrestling from Florida
  - NWA Florida Tag Team Championship (1 keer: met Bugsy McGraw)
  - NWA Southern Heavyweight Championship (1 keer)
  - NWA United States Tag Team Championship (1 keer: met Jos LeDuc)

- Georgia Championship Wrestling
  - NWA National Heavyweight Championship (1 keer)
  - NWA National Tag Team Championship (3 keer: Big John Studd (1x), Masked Superstar (1x) en Bill Irwin (1x))

- Lutte Internationale
  - Canadian International Tag Team Championship (1 keer: met Bill Irwin)

- Mid-South Wrestling Association
  - Mid-South Louisiana Heavyweight Championship (1 keer)
  - Mid-South Tag Team Championship (1 keer: met The Grappler)

- World Class Championship Wrestling
  - NWA American Tag Team Championship (4 keer: met Super Destroyer #1/Bill Irwin)
  - WCCW Television Championship (2 keer)

- World Wide Wrestling Federation
  - WWWF World Tag Team Championship (1 keer: met Yukon Pierre)

- Wrestling Observer Newsletter awards
  - Best Wrestling Maneuver (1982) Superplex